# ZOOM! The Best of Super Furry Animals, 1995–2016
ZOOM! The Best of Super Furry Animals, 1995–2016 je kompilační album velšské alternativní rockové skupiny Super Furry Animals. Vydáno bylo 4. listopad roku 2016. Deska obsahuje jak hitové singly kapely, tak vybrané nesinglové písně, oblíbené písně členů kapely, B-strany singlů a další raritní nahrávky.

## Seznam skladeb
Disk 1
1. „Slow Life“
2. „(Drawing) Rings Around the World“
3. „Bing Bong“
4. „Organ Yn Dy Geg“
5. „Run-Away“
6. „Northern Lites“
7. „Inaugural Trams“
8. „Demons“
9. „Ice Hockey Hair“
10. „Juxtapozed with U“
11. „The Gift That Keeps Giving“
12. „The International Language of Screaming“
13. „If You Don't Want Me to Destroy You“
14. „Fire in My Heart“
15. „Run! Christian, Run!“
16. „The Piccolo Snare“
17. „Zoom!“

Disk 2
1. „Night Vision“
2. „God! Show Me Magic“
3. „Hello Sunshine“
4. „Hermann ♥'s Pauline“
5. „Patience“
6. „Do or Die“
7. „YsbeidiauHeulog“
8. „Show Your Hand“
9. „Something 4 the Weekend“
10. „Smokin'“
11. „The Citizen’s Band“
12. „It's Not the End of the World?“
13. „Play It Cool“
14. „Golden Retriever“
15. „Lazer Beam“
16. „Receptacle for the Respectable“
17. „Hometown Unicorn“
18. „Mt.“
19. „Mountain People“
20. „The Man Don't Give a Fuck“